# Campionato lussemburghese di pallamano maschile
Il campionato lussemburghese di pallamano maschile è l'insieme dei tornei istituiti ed organizzati dalla Federazione di pallamano del Lussemburgo.

La prima stagione si disputò nel 1960-61; dall'origine a tutto il 2019-20 si sono tenute 60 edizioni del torneo.

La squadra che vanta il maggior numero di campionati vinti è l'HB Dudelange con 22 titoli, a seguire c'è l'HB Eschois Fola con 10.

L'attuale squadra campione in carica è l'Handball Esch che ha vinto l'edizione 2019-20 del campionato precedendo l'HB Käerjeng.

Il torneo di primo livello del campionato è denominato Division Nationale.

## Division Nationale
La Division Nationale è il massimo campionato maschile e si svolge tra 8 squadre.

Si compone di una stagione regolare in cui i club si affrontano in un girone all'italiana con partite di andata e ritorno; successivamente le squadre classificate dal 1º al 6º posto in classifica disputano i play off per il titolo.

La squadra 1ª classificata al termine dei play-off è proclamata campione del Lussemburgo mentre le squadre classificate al 7° e all'8º posto in retrocede in seconda divisione nella stagione successiva.

## Statistiche

### Albo d'oro
| Edizione | Vincitore              | N° Titolo  | 2º classificato | Note |
| -------- | ---------------------- | ---------- | --------------- | ---- |
| 1960-61  | Eschois Fola           | 1º titolo  |                 |      |
| 1961-62  | Dudelange              | 1º titolo  |                 |      |
| 1962-63  | Eschois Fola           | 2º titolo  |                 |      |
| 1963-64  | Dudelange              | 2º titolo  |                 |      |
| 1964-65  | Dudelange              | 3º titolo  |                 |      |
| 1965-66  | Dudelange              | 4º titolo  |                 |      |
| 1966-67  | Dudelange              | 5º titolo  |                 |      |
| 1967-68  | Dudelange              | 6º titolo  |                 |      |
| 1968-69  | Dudelange              | 7º titolo  |                 |      |
| 1969-70  | Dudelange              | 8º titolo  |                 |      |
| 1970-71  | Dudelange              | 9º titolo  |                 |      |
| 1971-72  | Dudelange              | 10º titolo |                 |      |
| 1972-73  | Dudelange              | 11º titolo |                 |      |
| 1973-74  | Eschois Fola           | 3º titolo  |                 |      |
| 1974-75  | Eschois Fola           | 4º titolo  |                 |      |
| 1975-76  | Dudelange              | 12º titolo |                 |      |
| 1976-77  | Dudelange              | 13º titolo |                 |      |
| 1977-78  | Eschois Fola           | 5º titolo  |                 |      |
| 1978-79  | Eschois Fola           | 6º titolo  |                 |      |
| 1979-80  | Dudelange              | 14º titolo |                 |      |
| 1980-81  | Dudelange              | 15º titolo |                 |      |
| 1981-82  | HC Schifflange         | 1º titolo  |                 |      |
| 1982-83  | Eschois Fola           | 7º titolo  |                 |      |
| 1983-84  | Dudelange              | 16º titolo |                 |      |
| 1984-85  | Dudelange              | 17º titolo |                 |      |
| 1985-86  | Dudelange              | 18º titolo |                 |      |
| 1986-87  | Eschois Fola           | 8º titolo  |                 |      |
| 1987-88  | Eschois Fola           | 9º titolo  |                 |      |
| 1988-89  | Eschois Fola           | 10º titolo |                 |      |
| 1989-90  | Red Boys Differdange   | 1º titolo  |                 |      |
| 1990-91  | Red Boys Differdange   | 2º titolo  |                 |      |
| 1991-92  | Dudelange              | 19º titolo |                 |      |
| 1992-93  | CHEV Handball Diekirch | 1º titolo  |                 |      |
| 1993-94  | HB Echternach          | 1º titolo  |                 |      |
| 1994-95  | Berchem                | 1º titolo  |                 |      |
| 1995-96  | La Fraternelle Esch    | 1º titolo  |                 |      |
| 1996-97  | Red Boys Differdange   | 3º titolo  |                 |      |
| 1997-98  | Red Boys Differdange   | 4º titolo  |                 |      |
| 1998-99  | Red Boys Differdange   | 5º titolo  |                 |      |
| 1999-00  | Berchem                | 2º titolo  |                 |      |
| 2000-01  | Berchem                | 3º titolo  |                 |      |
| 2001-02  | Esch                   | 1º titolo  |                 |      |
| 2002-03  | Esch                   | 2º titolo  |                 |      |
| 2003-04  | Esch                   | 3º titolo  |                 |      |
| 2004-05  | Berchem                | 4º titolo  |                 |      |
| 2005-06  | Berchem                | 5º titolo  |                 |      |
| 2006-07  | Esch                   | 4º titolo  |                 |      |
| 2007-08  | Dudelange              | 20º titolo |                 |      |
| 2008-09  | Dudelange              | 21º titolo |                 |      |
| 2009-10  | Esch                   | 5º titolo  |                 |      |
| 2010-11  | Berchem                | 6º titolo  |                 |      |
| 2011-12  | Dudelange              | 22º titolo |                 |      |
| 2012-13  | Esch                   | 6º titolo  |                 |      |
| 2013-14  | Käerjeng               | 1º titolo  |                 |      |
| 2014-15  | Dudelange              | 23º titolo |                 |      |
| 2015-16  | Red Boys Differdange   | 6º titolo  |                 |      |
| 2016-17  | Esch                   | 7º titolo  |                 |      |
| 2017-18  | Käerjeng               | 2º titolo  |                 |      |
| 2018-19  | Esch                   | 8º titolo  |                 |      |
| 2019-20  | Esch                   | 9º titolo  |                 |      |

### Riepilogo vittorie per club
| Numero | Club                   | Anni |
| ------ | ---------------------- | --- |
| 23     | Dudelange              | 1961-62, 1963-64, 1964-65, 1965-66, 1966-67, 1967-68, 1968-69, 1969-70, 1970-71, 1971-72 1972-73, 1975-76, 1976-77, 1979-80, 1980-81, 1983-84, 1984-85, 1985-86, 1991-92, 2007-08 2008-09, 2011-12, 2014-15 |
| 10     | Eschois Fola           | 1960-61, 1962-63, 1973-74, 1974-75, 1977-78, 1978-79, 1982-83, 1986-87, 1987-88, 1988-89 |
| 9      | Esch                   | 2001-02, 2002-03, 2003-04, 2006-07, 2009-10, 2012-13, 2016-17, 2018-19, 2019-20 |
| 6      | Berchem                | 1994-95, 1999-00, 2000-01, 2004-05, 2005-06, 2010-11 |
| 6      | Red Boys Differdange   | 1989-90, 1990-91, 1996-97, 1997-98, 1998-99, 2015-16 |
| 2      | Käerjeng               | 2013-14, 2017-18 |
| 1      | La Fraternelle Esch    | 1995-96 |
| 1      | HB Echternach          | 1993-94 |
| 1      | CHEV Handball Diekirch | 1992-93 |
| 1      | HC Schifflange         | 1981-82 |